# 磯貝明
磯貝 明（いそがい あきら、1954年10月19日 - ）は、日本の農学者。東京大学特別教授。東京大学名誉教授。

## 来歴
静岡県静岡市清水区出身。静岡県立静岡高等学校卒業。1980年東京大学農学部卒業。1985年同大学院で農学博士の学位を取得、論文の題は「非水系セルロース溶剤を用いるセルロースエーテル類の調製とそれらの性状に関する研究」。米国Institute of Paper Chemistry（大学院大学）化学科博士研究員を経て、1986年に東京大学農学部助手。1994年東京大学准教授。2003年東京大学教授。2020年より東京大学特別教授
2020年東京大学大学院農学生命科学研究科生物材料科学専攻製紙科学研究室から下記のセルロース化学研究室に異動。
2020年4月東京大学特別教授の称号を付与され、新しく設置されたセルロース化学研究室を担当。

## 研究内容
TEMPO酸化セルロースナノファイバーをはじめとする、バイオマス由来新規ナノ素材の構造および高機能化に関する研究など。

## 受賞歴
- 1999年 - セルロース学会賞
- 2002年 - 繊維学会賞
- 2015年 - セルロースナノファイバーの製造技術の開発により、スウェーデンのマルクス・ヴァレンベリ賞[3]
- 2016年 - アメリカ化学会 アンセルム・ペイエン賞
- 2016年 - 日本農学会 日本農学会賞・読売農学賞
- 2016年 - 本田賞
- 2017年 - 藤原賞
- 2019年 - 日本学士院賞
- 2022年 - 江崎玲於奈賞